# Cranellus balthazar
Cranellus balthazar is een hooiwagen uit de familie Manaosbiidae.